# 東京ディズニーランド クリスマス・ファンタジー2006
『東京ディズニーランド クリスマス・ファンタジー2006』(Tokyo Disneyland Christmas Fantasy 2006)は、東京ディズニーランドで2006年11月7日〜12月25日にかけて開催されたスペシャルイベント『クリスマス・ファンタジー』のショーで使用された音源を収録したアルバムである。

## 解説
- 東京ディズニーランドで開催される『クリスマス・ファンタジー』では、「ディズニー・クリスマスドリームス・オン・パレード」というパレードと「トウィンクル・ホリデーモーメント」というミニショーの2つのエンターテイメントが開催されたが、CDに収録している楽曲は「ディズニー・クリスマスドリームス・オン・パレード」のみである。
- パレードの音源は2002年の『クリスマス・ファンタジー』で実施されたパレード「ディズニー・ジョリーホリデー・パレード」の楽曲にアレンジを加えたものであるため、「ディズニー・ジョリーホリデー・パレード」の音源と似通っている部分が多い。

## 収録曲
1. ディズニー・クリスマスドリームス・オン・パレード 2006
  - もろびとこぞりて　Joy To The World
  - ひいらぎかざろう　Deck The Halls
  - ハッピー・ホリデー　Happy Holiday
  - 風も雪も友達だ　Frosty The Snowman
  - 赤鼻のトナカイ　Rudolph, The Red-Nosed Reindeer
  - そりすべり　Sleigh Ride
  - 素敵な冬景色　Winter Wonderland
  - スケーターズ・ワルツ　The Skater's Waltz
  - クリスマスは我が家で　I'll Be Home For Christmas
  - ジングル・ベル　Jingle Bells
  - サンタが町にやってくる　Santa Claus Is Coming To Town
  - クリスマスおめでとう　We Wish You A Merry Christmas
  - メレ・カリキマカ（ハワイのクリスマス）　Mele Kalikimaka
  - ジングル・ベル　Kani Kani Pele